# Jūlija Stepaņenko
 Jūlija Stepaņenko (ur. 1 września 1977 w Rydze) – łotewska prawnik i polityk, adwokatka, posłanka na Sejm XII i XIII kadencji, w latach 2021–2022 przewodnicząca ugrupowania Łotwa na pierwszym miejscu.

## Życiorys
Kształciła się na Uniwersytecie Łotwy, w 2001 uzyskała magisterium z dziedziny prawa, po czym podjęła pracę jako prawniczka w przedsiębiorstwie Latvijas Finieris. W 2011 rozpoczęła indywidualną praktykę jako adwokat przysięgły.
Działała w ugrupowaniach LPP/LC oraz Honor Służyć Rydze. W wyborach z 2014 roku została wybrana na posłankę na Sejm XII kadencji z listy Socjaldemokratycznej Partii „Zgoda”. W wyborach z 2018 roku uzyskała reelekcję z tej samej listy, jednak szybko opuściła frakcję, stając się posłanką niezależną. W 2020 roku odeszła także z ugrupowania Honor Służyć Rydze. Rok później stała się jedną za założycielek nowego ruchu kierowanego przez Aldisa Gobzemsa pod nazwą Prawo i Porządek. Wybrano ją na współprzewodniczącą ugrupowania, jednak po partu miesiącach zrezygnowała z funkcji i przyłączyła się do nowej inicjatywy Ainārsa Šlesersa pod nazwą Łotwa na pierwszym miejscu. Została przewodniczącą tego ugrupowania oraz jego kandydatką na prezydenta Łotwy. Po rozpoczęciu się wojny na Ukrainie, w związku z niezgodnoóścią stanowisk z pozostałymi członkami ugrupowania, została wykluczona z partii i pozbawiona stanowiska przewodniczącej.
W wyborach w 2022 została liderką ryskiej listy wyborczej ugrupowania pod nazwą Władza Suwerena. Została jednocześnie członkinią zarządu ugrupowania.
Jest żoną łotewskiego polityka i wieloletniego radnego Rygi Vjačeslavsa Stepaņenko, mają czwórkę dzieci. Słynie z poglądów konserwatywnych, jednoznacznie sprzeciwia się przyjęciu przez Łotwę konwencji stambulskiej, a także wprowadzeniu związków partnerskich.

## Źródła
- Par mani. julijastepanenko.lv. [dostęp 2022-08-22]. (łot.).